# Ојсенхајм
Ојсенхајм (њем. Eußenheim) општина је у њемачкој савезној држави Баварска. Једно је од 40 општинских средишта округа Мајна-Шпесарт. Према процјени из 2010. у општини је живјело 3.289 становника. Посједује регионалну шифру (AGS) 9677127.

## Географски и демографски подаци
Ојсенхајм се налази у савезној држави Баварска у округу Мајна-Шпесарт. Општина се налази на надморској висини од 176–225 метара. Површина општине износи 56,8 km². У самом мјесту је, према процјени из 2010. године, живјело 3.289 становника. Просјечна густина становништва износи 58 становника/km².